# Bibsys
BIBSYS este o agenție a Ministerului Educației și Cercetării din Norvegia, ce are rolul de furnizor de servicii, concentrându-se pe schimbul, de stocare și diseminarea datelor referitoare la cercetare, predare și învățare – istoric, mai mult metadate referitoare la resursele bibliotecare.
BIBSYS oferta cercetătorilor, studenților și altora un acces ușor la resursele bibliotecare prin furnizarea serviciului de căutare Oria.no și alte servicii de bibliotecă. Au, de asemenea, produse integrate pentru funcționarea bibliotecilor de cercetare, precum și resurser educaționale deschise.

Ca membru în DataCite, BIBSYS acționează ca reprezentant național în Norvegia și, astfel, permite toate instituțiilor de învățământ superior și cercetare din Norvegia să folosească DOI pe datele de cercetare.
Toate produsele și serviciile sunt dezvoltate în cooperare cu instituțiile membre.